# Licence Open Source NCSA/Université de l'Illinois
La licence Open Source NCSA/Université de l'Illinois (en anglais « University of Illinois/NCSA Open Source License ») est une licence de logiciel libre conçue au NCSA de l'université de l'Illinois à Urbana-Champaign à partir des licences Expat et BSD Modifiée.

## Descriptif
Elle est compatible avec la licence publique générale GNU, mais sans gauche d'auteur.